# Forward pass
Forward pass, podanie do przodu – pojęcie w futbolu amerykańskim określające rzucenie piłki przez zawodnika drużyny atakującej do kolegi stojącego bliżej pola punktowego drużyny przeciwnej.
Podanie do przodu może być wykonane tylko raz podczas danej próby i tylko zza linii wznowienia gry.